# پیترو پرونا
پی‌یترو پرونا (به انگلیسی: Pietro Perona) استاد مهندسی برق و محاسبات و سیستم‌های عصبی در موسسه فناوری کالیفرنیا و مدیر مرکز تحقیقات مهندسی بنیاد علوم ملی در مهندسی سیستم‌های نئومورفیک است. او به خاطر تحقیقاتش در بینایی رایانه شناخته شده‌است و مدیر گروه بینایی محاسباتی کالتک است.

## بیوگرافی دانشگاهی
پرونا دکترای مهندسی برق را با درجه عالی از دانشگاه پادوا در سال ۱۹۸۵ و دکترای خود را از دانشگاه کالیفرنیا، برکلی در سال ۱۹۹۰ دریافت کرد. عنوان پایان‌نامه او «پیدا کردن مرزهای بافت و روشنایی در تصاویر» و استاد راهنمای او جیتندرا مالیک بود. در سال ۱۹۹۰، او عضو پسادکتری در مؤسسه بین‌المللی علوم رایانه در برکلی بود. از سال ۱۹۹۰ تا ۱۹۹۱، او عضو پسادکتری در موسسه فناوری ماساچوست در آزمایشگاه سیستم اطلاعات و تصمیم‌گیری بود. او از سال ۱۹۹۱ در دانشکده مؤسسه فناوری کالیفرنیا بوده‌است و در سال ۲۰۰۸ او به نام آلن پکت استاد شد.

## پژوهش
تحقیق پرونا بر جنبه‌های محاسباتی دید و یادگیری تمرکز دارد. او توسعه معادله دیفرانسیل انحصاری، یک معادله دیفرانسیل دیفرانسیل جزئی است که باعث کاهش سر و صدا در تصاویر در حالی که افزایش مرزهای منطقه. او در حال حاضر در تشخیص بصری و در تجزیه و تحلیل بصری از رفتار علاقه‌مند است. پروونا و سرگ Belongie منجر به پروژه Visipedia، که تسهیل تحقیقات در مورد ارائه بصری دانش، جستجوی بصری، و سیستم‌های یادگیری ماشین در انسان است.
پرونا پیشگام مطالعه طبقه‌بندی بصری (از جمله انتشار مجموعه Caltech 101) بود که جایزه Longuet-Higgins را در سال ۲۰۱۳ دریافت کرد. او همچنین دریافت کننده جایزه Koenderink 2010 برای مشارکت‌های اساسی در دیدگاه رایانه، کنفرانس رایانه رایانه ای ۲۰۰۳ و جایزه بهترین مقاله برای تشخیص الگو و یک جایزه تحقیقاتی ریاست جمهوری سال ۱۹۹۶ در NSF است.

## پوشش رسانه ای
گفتارها یا تحقیقات پرونا در رسانه‌های مختلف ملی، از جمله نیویورک تایمز، علوم روز جمعه، نیویورکر و لس آنجلس تایمز بازتاب داشته‌است. در سال ۲۰۰۳، پرونا و استفن نولین نمایشگاه هنر NEURO را برگزار کردند که هنرمندان و دانشمندان معاصر را برای بررسی مهندسی نئومورفیک گرد هم آورد.